# 袁世海
袁世海（1916年2月11日—2002年12月11日），原名袁瑞麟，男，北京人，中国京剧表演艺术家，花脸演员，以擅演曹操闻名，被人稱為「活曹操」。第四届全国人大代表、第五、六、七、八、九届全国政协委员。曾任全国文联荣誉委员、中国戏剧家协会理事、中国国际文化交流中心理事。

## 生平
袁世海8岁开始学习京剧，1927年进入富连成戏班学习老生，后改学花脸。1934年开始登台演出，1940年拜郝寿臣为师，成为郝派传人。
1950年参与创建中国京剧院的前身之一的中华人民共和国实验京剧团，后曾担任中国京剧院副院长，1980年加入中国共产党。
2002年12月11日10时50分在北京病逝。
代表有传统戏《群英会·借东风·华容道》《连环套》《除三害》《赠绨袍》，新编历史剧《将相和》《野猪林》《黑旋风李逵》《李逵探母》《西门豹》《九江口》，现代京剧《白毛女》《红灯记》《平原作战》等。《群英会·借东风》《野猪林》《红灯记》《平原作战》曾拍摄成电影。塑造的曹操、张飞、李逵、鲁智深、廉颇、张定边、牛皋、窦尔敦等角色受到普遍欢迎。
弟子有杨赤、杨光、范成玉、李嘉林、吴钰章、刘永贵、马永安、李广仁、罗长德、刘文光、苏盛义、舒建础、沈革新、刘琢瑜、刘金泉、黑永宽、何国栋等。